# 高寒 (演员)
高寒（1996年6月6日—），中國影視男演員，畢業於上海戲劇學院。
2016年，主演奇幻青春片《時空偷渡少女》，從而進入演藝圈；同年，主演古裝輕喜劇《醫妃難囚》。2018年，主演的愛情喜劇片《雙十一脱單記》上映。2019年，主演古裝武俠片《陳情令之生魂》。2021年，參與演出的古裝仙俠片《千古玦塵》及青春偶像甜寵劇《你微笑時很美》播出，並演唱劇中配樂「明亮」；同年年底，參與演出的都市愛情劇《良言寫意》播出。2022年，參與出演的古裝劇《星漢燦爛·月升滄海》播出。2023年，參與出演的古裝仙俠片《重紫》播出。

## 早年經歷
高寒出生於中國湖南省，大學畢業於上海戲劇學院。

## 演藝經歷
2018年2月1日，與王安琪、王晨等聯合主演的奇幻青春片《時空偷渡少女》全國上映，在片中飾演基因優質的高冷禁慾系學霸錢森；11月5日，與楊安琪、盛英豪等共同主演的古裝輕喜劇《醫妃難囚》在愛奇藝上線播出，劇中飾演醫者顧西風；11月9日，與沈騰、張美娥等主演的愛情喜劇片《雙十一脱單記》在各大院線上映，在片中飾演四大公子之北宋公子冷浩然。
2019年11月7日，與于斌、鄭繁星領銜主演的古裝武俠片《陳情令之生魂》在愛奇藝上線，飾演不受家族重視的蕭氏庶子蕭憶，並演唱電影插曲「難全」。
2020年1月9日，主演的古裝愛情劇《醫妃難囚第二季》在愛奇藝正式開播；2月27日，主演的古裝愛情劇《醫妃難囚第三季》播出；5月3日，出演由許凱、程瀟主演的都市電競劇《你微笑時很美》殺青，在劇中飾演毒舌電競少年老K，並在7月4日，發佈個人單曲「明亮」；5月20日，出演的古裝言情仙戀劇《千古玦塵》開機，在劇中飾演清池宮大總管長闕；11月30日，與羅雲熙、程瀟等聯袂主演的都市愛情劇《良言寫意》開機，在劇中飾演英俊帥氣、自戀又中二的搖滾明星奧斯卡。
2021年6月23日，《你微笑時很美》於優酷及騰訊正式播出；6月25日，出演由楊超越、徐正溪主演的古裝仙俠劇《重紫》開機，在劇中飾演魔尊萬劫；10月3日，古裝仙俠劇《重紫》殺青；11月23日出演由吳磊、趙露思主演的古裝劇《星漢燦爛·月升滄海》於貴州殺青；11月30日，出演都市愛情劇《良言寫意》於騰訊及愛奇藝正式播出。
2022年2月27日主演的古裝劇《樂游原》開機，在劇中飾演為愛衝鋒的柳承峰，6月25日殺青；7月5日，出演的古裝劇《星漢燦爛·月升滄海》於騰訊正式開播。
2023年2月5日出演由許凱、譚松韵主演的《你比星光美麗》開機；2月15日，特別演出的古裝劇《重紫》於騰訊正式播出。

## 影視作品

### 電影
| 上映日期      | 劇名         | 角色   | 備註 |
| ------------- | ------------ | ------ | ---- |
| 2018年2月1日  | 時空偷渡少女 | 錢森   |      |
| 2018年11月9日 | 雙十一脫單記 | 冷浩然 |      |
| 2019年11月7日 | 陳情令之生魂 | 蕭憶   |      |

### 電視劇/网络剧
| 首播年份 | 劇名              | 角色        | 備註   |
| -------- | ----------------- | ----------- | ------ |
| 2018年   | 醫妃難囚          | 顧西風      | 网络剧 |
| 2020年   | 醫妃難囚第二季    | 顧西風      | 网络剧 |
| 2020年   | 醫妃難囚第三季    | 顧西風      | 网络剧 |
| 2021年   | 千古玦塵          | 長闕        | 网络剧 |
| 2021年   | 你微笑時很美      | 老K         | 网络剧 |
| 2021年   | 良言寫意          | 奧斯卡      | 网络剧 |
| 2022年   | 星漢燦爛·月升滄海 | 三皇子      | 网络剧 |
| 2023年   | 重紫              | 楚不复/萬劫 | 网络剧 |
| 2023年   | 樂遊原            | 柳承鋒      | 网络剧 |
| 2024年   | 你比星光美麗      | 邵一辰      |        |
| 2024年   | 山花烂漫时        | 男前台      | 客串   |
| 2024年   | 流水迢迢          | 崔亮        | 网络剧 |
| 2025年   | 桃花映江山        | 穆无垠      | 网络剧 |
| 2025年   | 献鱼              | 黑廿九      | 网络剧 |
| 待播     | 慕胥辞            |             | 网络剧 |
| 待播     | 聊斋              | 宁采臣      | 网络剧 |

## 音樂作品

### 個人單曲
| 發行日期     | 歌曲名稱 | 歌曲資料                            | 備註                   |
| 2021年7月4日 | 《明亮》 | - 作詞：林喬、劉恩訊 - 作曲: 都智文 | 《你微笑時很美》推廣曲 |

### 其他單曲
| 發行日期  | 歌曲名稱 | 歌曲資料                            | 備註                                                           |
| 2020年4月 | 《難全》 | - 作詞：林喬、劉恩訊 - 作曲: 岑思源 | 《陳情令之生魂》電影概念曲， 收錄在《陳情令 系列電影音樂專輯》 |

## 外部連結
- 高寒的新浪微博
- 高寒的抖音 （页面存档备份，存于）
- 高寒的快手 （页面存档备份，存于）
- 高寒的Instagram帳戶
- 高寒的Twitter帳戶 （页面存档备份，存于）